# Северна земља
Северна земља (рус. Се́верная Земля́) је руски архипелаг у Северном леденом океану. Налази се северно од полуострва Тајмир у Сибиру. Северна земља раздваја Карско море на западу од Лаптевског мора на истоку. Укупна површина архипелага је 37.000 2. Острва административно припадају Краснојарском крају, али су ненасељена изузев истраживачке базе.
Истраживачи су први пут приметили ово копно 22. августа 1913. Дали су му име Земља цара Николаја II, које је совјетска власт 1926. променила у Северна земља. Прва мапа острва је израђена 1933. У совјетско време постојао је велики број истраживачких станица на различитим локацијама, али тренутно у Северној земљи нема становника, осим Прима поларне станице код рта Баранов.
Највећи глечер у Руској Федерацији, глечер Академије наука, налази се у Северној земљи. Архипелаг је такође значајан у вези са текућим вишегодишњим падом леда на Арктику. До недавно, лед је спајао острва са Евроазијом, чак и у својој најмањој величини током касне летње сезоне топљења, блокирајући Североисточни пролаз између Атлантика и Пацифика. До касног лета 2012. године, међутим, постојани лед је достигао рекордно низак обим и отворена вода се појавила на југу архипелага.

## Главна острва
- Острво Октобарске револуције (14.170 2)
- Острво бољшевика (11.312 2)
- Острво комсомолца (9.006 2)
- Острво пионира (1.527 2)

## Географија
Северна земља обухвата четири велика острва – Октобарску револуцију, Бољшевик, Комсомолец и Пионир – и око 70 мањих острва, која покривају укупну површину од око 37.000 2. Од полуострва Тајмир одваја га мореуз Вилкицки. Комсомолец је одвојен од најсеверније тачке Канаде, Кејп Колумбија, мање од 2000 km.
Четири главна острва су углавном залеђена, Октобарска револуција, Комсомолец и Пионир, као и мање острво Шмит на северозападној граници. Подручје са глечером на Бољшевику, најјужнијем главном острву групе, покрива око четвртине његове копнене површине. Најјужнија тачка Северне земље је рт Неупокојев на југозападном крају Бољшевичког острва. Највиша тачка архипелага је 965  висока планина Карпински, врх глечера Карпински, ледене куполе на острву Октобарске револуције. Теснац Црвене армије одваја острво Комсомолец од острва Октобарске револуције а шири мореуз Шкокалског Бољшевичко острво од острва Октобарске револуције. Оба мореуза спајају Карско море на западу са Лаптевским морем на истоку.
Овај архипелаг обухвата северне границе Карског мора на његовим западним обалама, заједно са Новом земљом, која се налази отприлике 1.000  на југозападу. Велике реке Об и Јенисеј, између осталих, теку са југа у ово рубно морско подручје Арктичког океана, са својим обилним водама које доприносе клими са релативно високим падавинама упркос преовлађујућим екстремно хладним температурама на високој географској ширини. Лаптевско море, где моћна река Лена непрестано шири своју велику делту, лежи источно од Северне земље. Топографски рељеф архипелага је прилично гладак, са неопротерозојским и палеозојским седиментним сукцесијама које доминирају у његовој геологији темељних стена.

### Глечери
Глечери у архипелагу имају карактеристичан облик куполе са континуирано опадајућом површином према својим ивицама. Ледене литице се налазе само у подножју. Места где глечери допиру до мора доприносе формирању санти леда. Најактивнији фронтови глечера су источна страна глечера Академије наука у заливу Кренкел, као и његова јужна страна. Још један прилично активан глечер је глечер Русанов на острву Октобарске револуције са крајњом линијом у фјорду Матусевич.

### Главна острва

#### Октобарска револуција
Острво Октобарске револуције (рус. Остров Октябрьской Революции) је највеће острво групе Северна земља на руском Арктику.
Површина овог острва је процењена на 14.170 2, што га чини 59. највећим острвом на свету. Оно се уздиже до висине од 965  на планини Карпински. Пола острва је прекривено глечерима који сежу у море. У деловима слободним од леда вегетација је пустињска или тундра. Острво је први пут истражила и именовала експедиција Г.А. Ушаков и Николај Н. Урванцев 1930–32.
Острво Октобарске револуције има пет куполастих ледених капа; у смеру казаљке на сату од севера, оне се зову: Русанов, Карпински, Универзитет, Вавилов и Албанов. Метеоролошка станица Вавилов је радила од 1974. до 1988. године на северном делу Вавиловске ледене капе. Остале мање ледене капе на острву укључују глечер Маљутка. Река Подемнаја и река Бољшаја се уливају на северозапад између глечера Вавилов и Албанов, а реке Бедоваја и Обривистаја се уливају на север између Албанова и Русанова. На овом острву се налазе велики фјорд Матусевич и мањи фјорд Марат. Рт Октобар се налази у северном делу острва окренутом према мореузу Црвене армије.

#### Бољшевик
Бољшевичко острво (рус. о́стров Большеви́к) је најјужније и друго по величини острво у групи, које се налази преко Шокалског мореуза од острва Октобарске револуције. Површина овог острва процењена је на 11.312 2.
Бољшевичко острво је планинско, достиже висину од 935 . У њему се налази арктичка база по имену Прима у близини рта Баранов.
Бољшевичко острво је релативно мање залеђено од осталих острва Северне земље. Само око 30% острва је покривено глечерима, док обалске равнице имају ретку вегетацију маховине и лишајева. Лењинградски глечер, глечер Семјонов-Тјан-Шански, глечер Кропоткин, глечер Мушкетов и глечер Аеросјомки налазе се у унутрашњости острва и не допиру до мора.

## Клима
Клима Северне земље је стално хладна и сува (Кепен ET на граници са EF),. Средња годишња температура је −16 °C, а средња годишња количина падавина 420 . Средња месечна температура иде од −29 °C у фебруару до −0.5 °C у јулу.
| Клима Метеоролошке станицеа Голомјани                                                                           | Клима Метеоролошке станицеа Голомјани | Клима Метеоролошке станицеа Голомјани | Клима Метеоролошке станицеа Голомјани | Клима Метеоролошке станицеа Голомјани | Клима Метеоролошке станицеа Голомјани | Клима Метеоролошке станицеа Голомјани | Клима Метеоролошке станицеа Голомјани | Клима Метеоролошке станицеа Голомјани | Клима Метеоролошке станицеа Голомјани | Клима Метеоролошке станицеа Голомјани | Клима Метеоролошке станицеа Голомјани | Клима Метеоролошке станицеа Голомјани | Клима Метеоролошке станицеа Голомјани |
| Показатељ \ Месец                                                                                               | .Јан.                                 | .Феб.                                 | .Мар.                                 | .Апр.                                 | .Мај.                                 | .Јун.                                 | .Јул.                                 | .Авг.                                 | .Сеп.                                 | .Окт.                                 | .Нов.                                 | .Дец.                                 | .Год.                                 |
| --- | ------------------------------------- | ------------------------------------- | ------------------------------------- | ------------------------------------- | ------------------------------------- | ------------------------------------- | ------------------------------------- | ------------------------------------- | ------------------------------------- | ------------------------------------- | ------------------------------------- | ------------------------------------- | ------------------------------------- |
| Апсолутни максимум, °C (°F)                                                                                     | 0,1 (32,2)                            | −1,1 (30)                             | 0,4 (32,7)                            | 1,0 (33,8)                            | 3,2 (37,8)                            | 8,3 (46,9)                            | 13,3 (55,9)                           | 10,0 (50)                             | 5,8 (42,4)                            | 4,0 (39,2)                            | 0,8 (33,4)                            | 0,2 (32,4)                            | 13,3 (55,9)                           |
| Максимум, °C (°F)                                                                                               | −23,5 (−10,3)                         | −24,2 (−11,6)                         | −23,3 (−9,9)                          | −16,6 (2,1)                           | −7,2 (19)                             | −0,1 (31,8)                           | 1,9 (35,4)                            | 1,4 (34,5)                            | −1,7 (28,9)                           | −8,8 (16,2)                           | −17,3 (0,9)                           | −21,9 (−7,4)                          | −11,77 (10,8)                         |
| Просек, °C (°F)                                                                                                 | −27,0 (−16,6)                         | −27,7 (−17,9)                         | −26,8 (−16,2)                         | −19,9 (−3,8)                          | −9,6 (14,7)                           | −1,5 (29,3)                           | 0,7 (33,3)                            | 0,2 (32,4)                            | −3,3 (26,1)                           | −11,4 (11,5)                          | −20,6 (−5,1)                          | −25,3 (−13,5)                         | −14,35 (6,18)                         |
| Минимум, °C (°F)                                                                                                | −30,5 (−22,9)                         | −31,1 (−24)                           | −30,3 (−22,5)                         | −23,1 (−9,6)                          | −11,9 (10,6)                          | −2,8 (27)                             | −0,4 (31,3)                           | −1,0 (30,2)                           | −4,9 (23,2)                           | −14,0 (6,8)                           | −23,8 (−10,8)                         | −28,6 (−19,5)                         | −16,87 (1,65)                         |
| Апсолутни минимум, °C (°F)                                                                                      | −48,4 (−55,1)                         | −47,2 (−53)                           | −50,7 (−59,3)                         | −41,8 (−43,2)                         | −29,6 (−21,3)                         | −14,7 (5,5)                           | −5 (23)                               | −12 (10)                              | −21,1 (−6)                            | −35,7 (−32,3)                         | −42,8 (−45)                           | −48 (−54)                             | −50,7 (−59,3)                         |
| Количина падавина, mm (in)                                                                                      | 11,1 (0,437)                          | 8,1 (0,319)                           | 8,7 (0,343)                           | 8,3 (0,327)                           | 7,7 (0,303)                           | 14,0 (0,551)                          | 23,2 (0,913)                          | 24,4 (0,961)                          | 22,1 (0,87)                           | 14,5 (0,571)                          | 10,0 (0,394)                          | 10,0 (0,394)                          | 162,1 (6,383)                         |
| Дани са падавинама                                                                                              | 15                                    | 14                                    | 15                                    | 13                                    | 20                                    | 19                                    | 17                                    | 19                                    | 21                                    | 20                                    | 14                                    | 15                                    | 202                                   |
| Дани са кишом                                                                                                   | 0                                     | 0                                     | 0                                     | 0                                     | 1                                     | 0                                     | 0                                     | 10                                    | 9                                     | 4                                     | 0                                     | 0                                     | 22                                    |
| Дани са снегом                                                                                                  | 15                                    | 14                                    | 15                                    | 13                                    | 19                                    | 17                                    | 9                                     | 12                                    | 17                                    | 20                                    | 14                                    | 15                                    | 180                                   |
| Извор #1: Météo climat stats (Averages and Extremes, Excluding July record high) Roshydromet (July record high) |                                       |                                       |                                       |                                       |                                       |                                       |                                       |                                       |                                       |                                       |                                       |                                       |                                       |
| Извор #2: Weather Reports (Average rainy and snowy days)                                                        |                                       |                                       |                                       |                                       |                                       |                                       |                                       |                                       |                                       |                                       |                                       |                                       |                                       |